# Von Thronstahl
Von Thronstahl est un groupe allemand de martial industrial et metal industriel. Il est formé en 1995 par Josef Maria Klumb et son frère Bernhard.
Le groupe est plus particulièrement populaire en Europe de l'Est (surtout en Russie) et en Italie. Fin 2008, le groupe reprend la chanson The Saints are Coming pour le 30e anniversaire du groupe The Skids. Klumb chante en duo avec une chanteuse (Runa) et un clip est produit. Von Thronstahl se sépare en 2010.

## Histoire
Von Thronstahl est conçu autour de 1995, sous le nom de Klumb, un projet parallèle du groupe Forthcoming Fire, cherchant un moyen de caractériser l'identité européenne. Forthcoming Fire était un projet orienté dark wave, mais les autres membres avaient différents horizons musicaux. En 1998, ils publient leur premier vinyle intitulé Sturmzeit, qui suit en 1999 de leur premier album Imperium internum. L'album traitent de thèmes comme l'Europe médiévale et de la légende du Saint Graal. À la fin de 2008, ils reprennent la chanson The Saints are Coming,  pour le 30e anniversaire du groupe The Skids. Klumb chante en duo avec une chanteuse (Runa) et un clip est produit.
En avril 2009 sort leur cinquième album, intitulé Germanium metallicum. En été 2011, un message sur le site web officiel de Klumb annonce la séparation de Von Thronstahl.

## Style musical
Le style du groupe varie d'un style metal industriel martial à un style plus néoclassique et néofolk. Le style martial reste prégnant dans la plupart des titres ; les thèmes de prédilection portent sur l'Europe impériale, la sacralité, l’Ordre, avec une inspiration de figures littéraires comme Fernando Pessoa, Cioran ou politiques : José Antonio Primo de Rivera, Corneliu Codreanu.

## Discographie

### Albums studio
- 1998 : Sturmzeit (10" vinyle)
- 2000 : Imperium Internum
- 2001 : E Pluribus Unum
- 2001 : Leipzig « Lichttaufe » 2000 (7" vinyle)
- 2002 : Re-Turn Your Revolt Into Style (coffret CD, limité à 500 copies)
- 2003 : Bellum, Sacrum Bellum!?
- 2004 : Pessoa/Cioran (CD, avec The Days Of The Trumpet Call, limité à 500 copies)
- 2004 : Split (avec The Days of the Trumpet Call, limité à 500 (CD) et 300 (vinyle) copies)
- 2006 : Mutter der Schmerzen (EP)
- 2007 : Sacrificare (coffret CD)
- 2009 : Germanium Metallicum (coffret CD)
- 2010 : Conscriptvm

### Compilations
Von Thronstahl a contribué à des albums commémoratifs sur Leni Riefenstahl, Julius Evola, Josef Thorak, Corneliu Zelea Codreanu, Hermann Hendrich, et Arno Breker.